# Serhij Dumenko
Serhij Wałerijowycz Dumenko, ukr. Сергій Валерійович Думенко, ros. Сергей Валерьевич Думенко, Siergiej Walerjewicz Dumienko (ur. 25 lutego 1968) – ukraiński piłkarz, grający na pozycji napastnika, a wcześniej pomocnika.

## Kariera piłkarska

### Kariera klubowa
Wychowanek Szkoły Sportowej Dnipro-75 Dniepropetrowsk. W 1988 rozpoczął karierę piłkarską w klubie Szachtar Pawłohrad. Od lata 1991 bronił barw Tawrii Symferopol, a zimą został zaproszony do Dnipra Dniepropetrowsk. 19 kwietnia 1992 roku debiutował w Wyszczej Lidze w meczu z Prykarpattia Iwano-Frankowsk (1:0). Od 1995 występował w klubach Polihraftechnika Oleksandria, Giekris Anapa, SK Mikołajów, Tarpeda Mińsk i Metałurh Mariupol. W 2000 zakończył karierę piłkarską w trzeciej drużynie Dnipra Dniepropetrowsk.

## Sukcesy i odznaczenia

### Sukcesy klubowe
- wicemistrz Ukrainy: 1993
- brązowy medalista Mistrzostw Ukrainy: 1992, 1995